# Musicologia

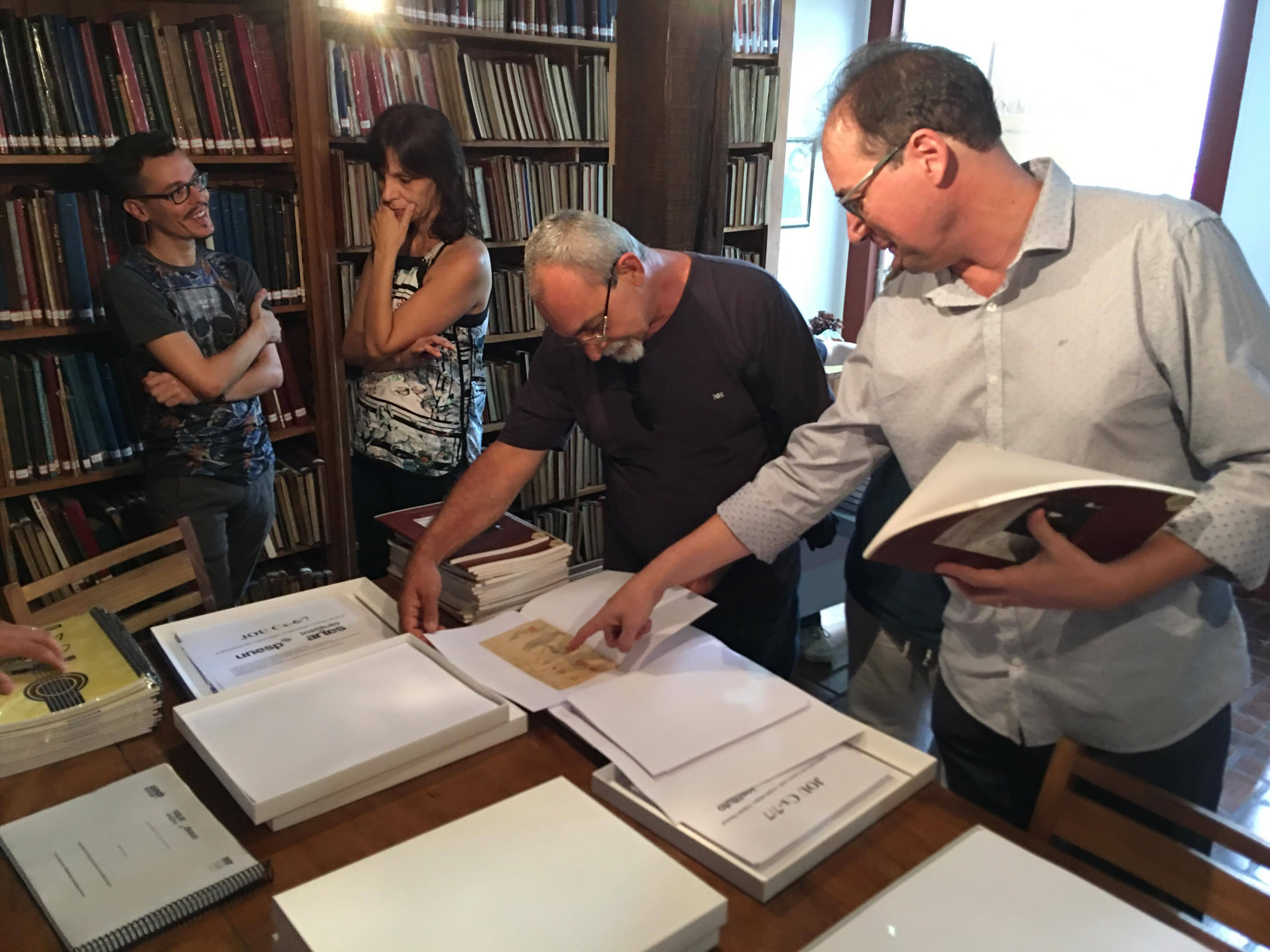
Il Centro de Referência Musicológica José Maria Neves a São João del-Rei, Brasile

Con il termine musicologia s'intende lo studio della musica di carattere teorico, diverso dall'approccio tecnico-pratico (ossia della pratica musicale svolta dai musicisti).

## Storia della disciplina
La musicologia moderna si è gradualmente sviluppata a partire dalla seconda metà dell'Ottocento in diversi paesi dell'Europa occidentale: Germania, Austria, Gran Bretagna, Paesi Bassi, Belgio, Francia, Italia e Spagna, approdando poi negli Stati Uniti d'America già nella prima metà del XX secolo. In tempi più recenti gli studi musicologici si sono diffusi anche in paesi dell'Europa orientale e dell'estremo Oriente.
La moderna musicologia nacque in Germania e in Austria, e si sviluppò nella seconda metà del XIX secolo in ambiente tedesco e francese, per influenza del positivismo. Ebbe il carattere di un complesso di discipline che si occupavano dei diversi aspetti dei fenomeni musicali, riprendendo a modello altre discipline umanistiche e scientifiche, denominando Musikwissenschaft ("scienza della musica") la nuova disciplina. In pratica, i musicologi adottarono i criteri e le metodologie derivate dalle scienze naturali, con tutte le dovute riserve possibili, per descrivere e classificare i fenomeni musicali, assumendo criteri come, per esempio, gli stili, i generi e le forme, la modalità e la tonalità, al fine di classificare e ordinare qualunque espressione della musica. Di rilievo anche gli studi di carattere filologico finalizzati alla ricostruzione e all'edizione critica dei testi musicali che hanno mantenuto un costante interesse fino ad oggi. In tempi più recenti la musicologia si è aperta al dialogo con altri settori delle scienze umane, come sociologia, antropologia, psicologia. Il termine è derivato infatti dal tedesco Musikwissenschaft, entrato in uso nel corso del XIX secolo.

## Campo d'indagine
Secondo l'articolazione proposta a fine Ottocento dal musicologo austriaco Guido Adler e perfezionata da altri studiosi, la musicologia si divide sommariamente in tre grandi aree: 
1. sistematica;
2. storica;
3. etnomusicologica.

La corrente musicologia tende tuttavia a non considerare rigidamente separate queste tre aree, ma a sfruttarne le interrelazioni. La musicologia ha sviluppato forti relazioni con altre discipline umanistiche (letteratura, filosofia, filologia, pedagogia, arti visive, teatro, cinema) e con altre scienze (psicologia, sociologia, acustica e acustica applicata).
La musicologia ha carattere scientifico: in campo storico la ricerca si fonda sullo studio delle fonti, sia musicali, sia archivistiche. Attraverso lo studio, la critica e l'analisi delle fonti, edite o inedite, il musicologo presenta nelle sue pubblicazioni elementi di novità, relative sia all'acquisizione di nuovi dati, sia ad una diversa interpretazione di essi. In questo senso appare chiara la differenza tra lo scopo e gli esiti della musicologia da quelli di tipo critico-giornalistico o saggistico-divulgativo, normalmente di carattere compilativo e condotti su dati talvolta non verificati, se non addirittura smentiti dagli studi musicologici.
Le discipline che si occupano dei diversi aspetti dei fenomeni musicali e sono comprese nella musicologia possono essere indicate come:
- musicologia sistematica: comprende le discipline che affrontano la musica in senso teorico, come l'acustica, organologia; l'analisi musicale, e l'estetica della musica;
- musicologia storica: studia la musica colta, a partire dal Medioevo, usando metodi e strumenti storici, come l'uso di fonti primarie (musicali, testuali, archivistiche, visive). Lo studio della storia della musica non concepibile soltanto come storia delle composizioni musicali: particolare interesse è oggi rivolto alle persone che hanno determinato il corso della storia della musica colta nella sua costante evoluzione, sia come singoli (compositori, committenti, editori ecc.), sia come gruppi (pubblico), sia come istituzioni (corti, enti ecclesiastici, associazioni, accademie, enti teatrali e concertistici ecc.). La musicologia storica si avvale anche dell'ausilio di discipline come la filologia, la paleografia musicale, l'iconografia.
- etnomusicologia: nasce come branca dell'etnologia del sec. XIX, proponendosi ai suoi albori di comparare e analizzare le espressioni musicali di popolazioni extra-europee con i sistemi della musica europea. Nel corso del Novecento si sono intraprese tuttavia campagne di ricerca di tradizioni musicali popolari ancora esistenti in diversi paesi europei. L'etmomusicologia si propone di raccogliere, documentare e ordinare le testimonianze di musiche e pratiche musicali popolari di ogni paese, cogliendole nel vivo dei contesti culturali (cerimonie, riti ecc.) in cui esse si manifestano.

Di recente, gli studi musicologici si sono inoltre allargati ad aree extra-antropologiche, nella convinzione (sostenuta da un numero sempre maggiore di studiosi) che la musica sia un fenomeno "transpecifico" (proprio cioè anche delle altre specie e non solo dell'uomo), con forte matrice biologica, non solo culturale. Espressioni di questa tendenza teorica sono la biomusicologia e soprattutto la zoomusicologia nonché la più universale etnomusicologia.

## Diffusione
La musicologia è notevolmente coltivata soprattutto nei Paesi europei (Germania, Austria, Gran Bretagna, Francia, Svizzera, e americani (Stati Uniti d'America, Canada). Solo in tempi relativamente recenti essa ha conosciuto un notevole sviluppo anche in Italia, così come in quelle nazioni europee ed extraeuropee dove il patrimonio della musica colta ha avuto notevole importanza anche nel passato, come Spagna, Ungheria, Romania, Repubblica Ceca, Polonia, Belgio, Paesi Bassi, Danimarca, Svezia, Grecia, Turchia, Messico, Argentina, Brasile e altri.
In campo universitario, a confronto con altri paesi europei (Germania, Austria, Gran Bretagna) e americani (Stati Uniti, Canada), in Italia la musicologia, pur annoverando rare figure di studiosi in attività presso alcuni atenei dagli anni Sessanta-Settanta del Novecento, come Massimo Mila a Torino, Nino Pirrotta all'Università di Roma La Sapienza, Luigi Rognoni, prima a Palermo e poi a Bologna, ha conosciuto un radicamento in ambito universitario solo a partire dagli anni Settanta del Novecento, per raggiungere un massimo di docenti all'inizio del sec. XXI; sono circa un centinaio i musicologi di ruolo (professori ordinari, associati e ricercatori) nelle università italiane distribuiti in diverse sedi.
Esiste un dipartimento di Musicologia e Beni culturali dell'Università di Pavia con sede a Cremona, che ha origine da una preesistente Scuola di Paleografia e Filologia musicale. In altre sedi la musicologia viene studiata e insegnata all'interno di dipartimenti comprendenti discipline storico-artistiche, letterarie, filologoche. Corsi laurea musicologici, triennali e magistrali, sono attivati all'università di Pavia (sede di Cremona), all'università di Palermo, in collaborazione con la Sorbona di Parigi, all'Università di Bologna, all'Università di Roma - La Sapienza, all'Università di Firenze. Dottorati di ricerca, con curriculum in musicologia, sono attivati in alcuni atenei in consorzio con altre discipline umanistiche.

## L'origine della musica
Aristosseno, compositore e filosofo di scuola pitagorica, allievo di Aristotele, elaborò nel IV secolo una delle prime teorie estetiche della musica.
Il problema dell'origine della musica e dei suoni appassionò studiosi di varie discipline nella seconda metà del XIX secolo e all'inizio del seguente.
Furono sviluppate due principali teorie, che vedevano rispettivamente l'origine della musica nella melodia oppure nel ritmo.
- "Teoria biologica" di Herbert Spencer: la musica deriverebbe dal linguaggio parlato. Le variazioni di intensità e di altezza sono gli effetti fisiologici delle variazioni dei sentimenti; il canto ha avuto origine dal parlare su toni di voce acuti.
- "Teoria adattativa" di Charles Darwin: in relazione alla sua teoria dell'evoluzione e della selezione naturale delle specie viventi, l'origine della musica viene vista come il risultato dei processi di seduzione tra i due sessi. Il canto dell'uomo è imitazione dei gridi degli animali, soprattutto degli uccelli, in particolare nella stagione degli amori.
- "Teoria psicologica" di Carl Stumpf: sulla base di fonogrammi registrati presso popoli primitivi, la musica sarebbe nata dalla necessità di produrre dei “segnali” con la voce. Dai segnali ebbero origine suoni di diversa altezza emessi simultaneamente o successivamente e quindi si definirono intervalli, determinati e trasponibili. Si rifà alle tesi di Jean-Jacques Rousseau.
- "Teoria del ritmo" di Karl Bucher e Richard Wallaschek: sostennero che l'origine dei fatti musicali è nel ritmo che accompagna i movimenti delle attività collettive di lavoro presso le comunità tribali.

Queste teorie erano tutte basate sul presupposto che l'origine della musica fosse un processo unico e uguale. Più tardi si ritenne invece impossibile che una realtà ricca e varia quale è la musica possa aver avuto origini monogenetiche. Nelle ricerche successive, pur nell'obiettiva incertezza, si è quindi cercato di determinare un'origine "assoluta" della musica, indipendente da questa o quella civiltà: un'origine della musica in sostanza "naturale" che ubbidisca a leggi naturali.
Passi avanti furono compiuti da studiosi come Curt Sachs e altri, che si avvalsero della registrazione delle musiche e dei canti di molti popoli primitivi appartenenti a differenti aree tecniche. Lo studio dei fonogrammi e la loro comparazione ha consentito di formulare alcuni principi della musicologia comparata. Prevale la convinzione che non sia possibile individuare i momenti precisi nei quali sia nata la musica e che lo studio si debba rivolgere alla musica dei popoli primitivi più arretrati.

## Gli strumenti dei popoli primitivi
Uno studio approfondito degli strumenti dei popoli primitivi e una loro classificazione furono compiuti dal musicologo tedesco Curt Sachs. Gli strumenti furono classificati secondo il corpo vibrante e ne fu illustrata la distribuzione geografica e culturale.
Idiofoni: sono strumenti che producono suono mediante la vibrazione del materiale stesso di cui sono composti, senza l'ausilio di parti poste in tensione. Si distinguono in idiofoni:
- "a percussione" (es metallofoni, vibrafono, xilofono, campane, litofono);
- "a percussione indiretta", per esempio nel caso dei sonagli, la percussione indiretta è ottenuta tramite lo scuotimento di contenitori di vari materiali – come essenze vegetali essiccate (zucche) oppure di legno, argilla, metallo – con sassolini o semi di frutti essiccati o, ancora, pezzi di metallo);
- "a raschiamento" (güiro);
- "a pizzico" (lo scacciapensieri);
- "a frizione";
- "ad aria".

Esempi di idiofoni primitivi sono tronchi d'albero distesi sul terreno, percossi con i piedi, con le mani o con mazze, mentre tipi più evoluti di idiofoni sono gli xilofoni di varie fogge, i litofoni, i gong. Furono i più diffusi perché potevano essere costruiti con oggetti di uso comune.
Membranofoni: sono strumenti nei quali il suono è prodotto per mezzo della vibrazione di una membrana tesa su un'apertura. Si dividono in:
- tamburi: membranofoni monopelle o bipelle, costituiti da una cassa cava su cui sono tese le membrane. I materiali di cui sono fatte le casse sono i più diversi (metallo, legno, terracotta) e così le forme da esse assunte (a cilindro, a clessidra, a cono). In tutte le culture i tamburi sono al centro di complessi rituali per la loro costruzione o utilizzazione e sono oggetto di tabù, di culti e di costruzioni mitiche, spesso legati al significato simbolico della pelle di animale usata per la membrana. Nell'orchestra sinfonica sono presenti diversi tamburi tra i quali ricordiamo: i timpani, la grancassa, la cassa rullante e il tamburo militare. In base ai modi con cui la membrana è messa in vibrazione, si distinguono i tamburi:
  - "a percussione": possono essere percossi direttamente con le mani o con le bacchette,
  - "a pizzico": montano una corda che, pizzicata, trasmette alla pelle le sue vibrazioni,
  - "a frizione": montano una bacchetta o una corda legata al centro della pelle che è messa in vibrazione dalla mano inumidita fatta scorrere con forza su e giù lungo la bacchetta o la corda stessa;
- mirliton.

Aerofoni: sono strumenti musicali che producono il suono attraverso la vibrazione primaria dell'aria, indotta da una sollecitazione esterna, quale la pressione del fiato del suonatore, o dell'aria emessa da un mantice.
- aerofoni liberi sono gli strumenti che producono il suono mediante vibrazione primaria dell'aria esterna. Si distinguono in:
  - "a deviazione", nei quali un bordo applicato fende una massa o una corrente d'aria (frusta),
  - "a interruzione", nei quali si determina un'interruzione periodica di un flusso d'aria (es. ance libere della fisarmonica, sirena),
  - "ad esplosione (per esempio i dispositivi che producono i colpi di mortaretto o colpi di cannone).
- Fiati, dove il suono è prodotto dalla vibrazione di una colonna d'aria contenuta in un tubo. Nell'orchestra, questi ultimi, sono divisi in ottoni e legni, secondo il materiale di cui sono costruiti.

Tra gli aerofoni, lo strumento più semplice è il bastone sibilante, una tavola di legno fissata ad una corda che, volteggiando in aria, produce sibili di varie altezza, secondo la velocità.
Cordofoni: sono strumenti musicali in cui il suono è prodotto dalla vibrazione primaria di una corda tesa tra punti fissi. Si distinguono in:
- "cordofoni semplici", o cetre, nei quali le corde sono tese direttamente sulla cassa di risonanza.
- "cordofoni composti", ossia arpe, liuti e lire, nei quali le corde corrono fra la cassa e un braccio o un manico.

Tra le forme più arcaiche di essi sono da citare l'arco ad una corda (che viene pizzicata o percossa) tesa fra un'estremità di un bastone elastico e un pezzo di corteccia stesa su una buca o tenuta con un'estremità in bocca; e il salterio di canna, costruito con una (o più) sottile striscia di scorza staccata da una canna di bambù.
Si pose presto il problema di accrescere l'intensità dei suoni prodotti dagli strumenti, e ciò diede origine all'ideazione e applicazione di risuonatori. Si tratta di strumenti che, collocati a contatto col corpo sonoro vibrante, ne aumentano la sonorità. Ve ne sono due grandi categorie: quelli accordati e quelli liberi. I primi sono quelli in cui la risonanza è vincolata ad una determinata frequenza (le varie famiglie di strumenti a fiato); i secondi sono quelli che risuonano senza condizionamenti di frequenza (strumenti a corda). La voce è sia un risuonatore accordato che libero, perché l'apparato vocale ha la capacità di adeguare con immediatezza la disposizione delle cavità risonanti in relazione all'altezza e al timbro dei suoni da emettere. 
Il tipo primitivo di risuonatore è una buca scavata nel terreno e ricoperta di pelli o altro materiale elastico. Altri risuonatori sono recipienti di tessa ricoperti, tronchi d'albero.

## Musica e mitologia
L'importanza della musica nella cultura può essere dedotta dallo studio delle mitologie, dei riti, delle filosofie di diversi popoli.
Molti di essi considerano la musica un dono degli dei, che alcuni identificano in strumenti musicali; ritengono che il suono anche quando ha origine da eventi musicali sia la voce degli dei e manifestazione della loro volontà. In molti miti riguardanti la creazione, è da fenomeni acustici che il dio o gli dei vengono a nascere.
La musica è presente nella mitologia di tutti i popoli primitivi: alcune popolazioni indiane d'America ritenevano che il loro dio avesse creato il mondo cantando tre volte; nella mitologia cinese i primi canti e i primi strumenti erano emanazione delle voci di otto antenati. Più ricchi di immaginazione sono i racconti della Bibbia: le mura di Gerico furono abbattute dagli squilli delle trombe delle milizie d'Israele; il suono dell'arpa di David placava la follia del re Saul. Fantasioso - e ricorrente - il mito greco di Orfeo, il cui canto placò le potenze infernali. Singolarmente, questa figura è coinvolta in numerose svolte della storia della musica occidentale (ad esempio la nascita dell'opera, o la riforma di Gluck e Calzabigi).

## Musicologi
| - Guido Adler - Hermann Abert - Theodor Adorno - Riccardo Allorto - Willi Apel - Alessandro Arbo - Giacomo Baroffio - Alberto Basso - Heinrich Besseler - Lorenzo Bianconi - Gianmario Borio - Piero Buscaroli - Francesco Bussi - Gilles Cantagrel - Philippe Canguilhem - Maria Caraci Vela - Raffaele Casimiri - Jacques Chailley |  | - Carl Dahlhaus - Lionel De la Laurencie - Fabrizio Della Seta - Marco de Natale - Fabrizio Dorsi - Edward Downes - Alfred Einstein - Robert Eitner - Carl Engel - Edmund Fellowes - Oskar Fleischer - Dinko Fabris - Enrico Fubini - Leopoldo Gamberini - Michela Garda - Michele Girardi - Massimiliano Guido - Eduard Hanslick - Theodor Kroyer - Juste Adrien Lafage - Stefano La Via |  | - Marco Mangani - Anna Maria Meo - Massimo Mila - Bernardo V. Moreira de Sá - Jean-Jacques Nattiez - Bruno Nettl - Paul Nettl - Gabriele Papalia - Pierluigi Petrobelli - Franco Piperno - Nino Pirrotta - Reinhard Strohm - Salvatore Pugliatti - Quirino Principe - Ingrid Pustijanac - Charles Rosen - Antonio Rostagno - Nicolas Ruwet - Peter Ryom |  | - Hugo Riemann - H. C. Robbins Landon - Angela Romagnoli - Walter Rubsamen - Daniele Sabaino - Claudio Sartori - Marius Schneider - Mariano Soriano Fuertes - Elvidio Surian - Michael Talbot - Rodobaldo Tibaldi - Antonio Tirabassi - Pietro Zappalà - Agostino Ziino - Knud Jeppesen - Franco Fabbri |